# Droga główna nr 27 (Szwajcaria)
Droga główna nr 27 (niem. Hauptstrasse 27) - droga krajowa we wschodniej Szwajcarii. Droga zaczyna się w miejscowości Silvaplana i biegnie w kierunku północnym do Sankt Moritz. Następnie - doliną rzeki Inn - arteria prowadzi do Zernez i dalej do przejścia granicznego z Austrią. Na całej długości droga jest jedno-jezdniowa. Między Sankt Moritz, a miasteczkiem Scuol wzdłuż trasy prowadzi linia kolejowa.